# Eugène Prévost (cyclisme)
Pour les articles homonymes, voir Eugène Prévost et Prévost.
Lucien Eugène Prévost (29 juin 1863 à Champdôtre - 26 novembre 1961 à Savigny-lès-Beaune) est un coureur cycliste français, vainqueur de la première édition de Paris-Tours en 1896.

## Palmarès
- 1894
  - Lyon-Dijon-Lyon
- 1895
  - 2e de Bordeaux-Paris amateurs
- 1896
  - Paris-Tours
- 1897
  - 2e de Paris-Orléans

## Résultat sur le Tour de France
1 participation
- 1904 : abandon (1re étape)